# Список послов СССР и России в Гвинее-Бисау
В статье представлен список послов СССР и России в Республике Гвинея-Бисау.

## Хронология дипломатических отношений
- 30 сентября — 6 октября 1973 г. — установлены дипломатические отношения на уровне посольств.
- 7 февраля — 11 сентября 1975 г. — открытие посольств.
- 31 декабря 1991 г. — Гвинея-Бисау признала Россию в качестве правопреемника бывшего СССР.
- Июнь 1998 — февраль 2001 гг. — в связи с внутренним вооружённым конфликтом в Гвинее-Бисау приостановлена работа российского посольства, персонал эвакуирован[1].

## Список послов
| Срок полномочий                   | Посол                         | Годы жизни | Вручение верительных грамот |
| --------------------------------- | ----------------------------- | ---------- | --------------------------- |
| СССР                              |                               |            |                             |
| 25 апреля 1974 — 11 февраля 1975  | Леонид Николаевич Мусатов     | 1921—2001  | 10 мая 1974                 |
| 11 февраля 1975 — 24 июня 1980    | Вячеслав Михайлович Семёнов   | 1923—2017  | 7 апреля 1975               |
| 24 июня 1980 — 19 августа 1986    | Лев Владиславович Крылов      | 1920—1987  | 21 августа 1980             |
| 19 августа 1986 — 14 августа 1990 | Владимир Васильевич Алдошин   | род. 1929  |                             |
| 14 августа 1990 — 18 октября 1991 | Александр Петрович Барышев    | 1930—2016  |                             |
| 18 октября 1991 — 25 декабря 1991 | Виктор Матвеевич Зеленов      | 1937—1996  |                             |
| Российская Федерация              |                               |            |                             |
| 25 декабря 1991 — 1996            | Виктор Матвеевич Зеленов      | 1937—1996  |                             |
| 14 марта 1997 — 28 июня 1999      | Юрий Константинович Чигвинцев | род. 1938  |                             |
| 9 июня 2003 — 1 декабря 2008      | Владимир Евгеньевич Петухов   | 1947—2019  |                             |
| 1 декабря 2008 — 9 марта 2016     | Михаил Яковлевич Валинский    | род. 1951  |                             |
| 9 марта 2016 — настоящее время    | Александр Рэмович Егоров      | род. 1963  | 21 апреля 2016              |